# Institución Universitaria EAM
La Institución Universitaria EAM es una universidad ubicada en Armenia, Colombia. Fundada en 1971 por Narciso Concha Aguirre, obtuvo su personería jurídica en 1973. En la actualidad ofrece programas de pregrado en diversas áreas de la administración, la ingeniería, el diseño y el turismo. La sigla "EAM" refiere a Escuela de Administración y Mercadotecnia del Quindío.

## Historia
La institución fue fundada por Narciso Concha Aguirre en la ciudad de Armenia, Quindío el 17 de junio de 1971 como una organización sin ánimo de lucro que ofrecía inicialmente el programa de Administración de Empresas y Mercadeo. El 15 de noviembre del mismo año le fue concedido de parte del Ministerio de Educación Nacional un permiso especial para operar a modo de fundación.
El 31 de julio de 1973 obtuvo personería jurídica, y en diciembre de ese año logró la aprobación para expedir títulos en el programa de Administración de Empresas. A finales de 1983 la institución integró el programa de Administración Turística, aprovechando la creciente tendencia turística del departamento del Quindío y la región cafetera.
En 2016, la EAM obtuvo la certificación ISO 9001, otorgada por el Instituto Colombiano de Normas Técnicas y Certificación. Ese mismo año, el Ministerio de Educación Nacional le otorgó certificación universitaria luego de 45 años de existencia, con lo que dejó de ser una institución técnica para convertirse en profesional.
A lo largo de su trayectoria, la institución ha incluido otros programas educativos como las Ingenierías Industrial, Mecatrónica y de Software, Publicidad, Contaduría Pública, Diseño Digital, Administración de Negocios Internacionales y Hotelería y Turismo, distribuidos en tres facultades. Su rector es Francisco Jairo Ramírez Concha, sobrino de Narciso Concha, fundador de la institución.

## Programas

### Facultad de Ciencias Administrativas y Financieras
- Administración de Empresas
- Administración de Negocios Internacionales
- Contaduría Pública
- Hotelería y Turismo

### Facultad de Ingeniería
- Ingeniería Mecatrónica
- Ingeniería Industrial
- Ingeniería de Software

### Facultad de Publicidad, Diseño y Comunicación
- Publicidad
- Diseño Visual Digital

Fuente: